# Eusimplex
Eusimplex är ett släkte av fjärilar. Eusimplex ingår i familjen nattflyn.
Kladogram enligt Catalogue of Life:
| Eusimplex | \| \| Eusimplex flava \| \| \| \| \| \| Eusimplex perflava \| \| \| \| |
|           | \| \| Eusimplex flava \| \| \| \| \| \| Eusimplex perflava \| \| \| \| |
|           | Eusimplex flava                                                        |
|           |                                                                        |
|           | Eusimplex perflava                                                     |
|           |                                                                        |